# تپه امامزاده راهب
تپه امامزاده راهب مربوط به سده‌های اولیه و میانه دوران‌های تاریخی پس از اسلام است و در شهرستان کبودرآهنگ، بخش مرکزی، دهستان راهب، روستای دستجرد واقع شده و این اثر در تاریخ ۷ اسفند ۱۳۸۶ با شمارهٔ ثبت ۲۱۵۸۶ به‌عنوان یکی از آثار ملی ایران به ثبت رسیده است.